# Chartocerus funeralis
Chartocerus funeralis är en stekelart som först beskrevs av Girault 1913.  Chartocerus funeralis ingår i släktet Chartocerus och familjen långklubbsteklar. Inga underarter finns listade i Catalogue of Life.